# Coloracris marginata
Coloracris marginata är en insektsart som beskrevs av Willemse, C. 1939. Coloracris marginata ingår i släktet Coloracris och familjen gräshoppor. Inga underarter finns listade i Catalogue of Life.